# Pino Presti

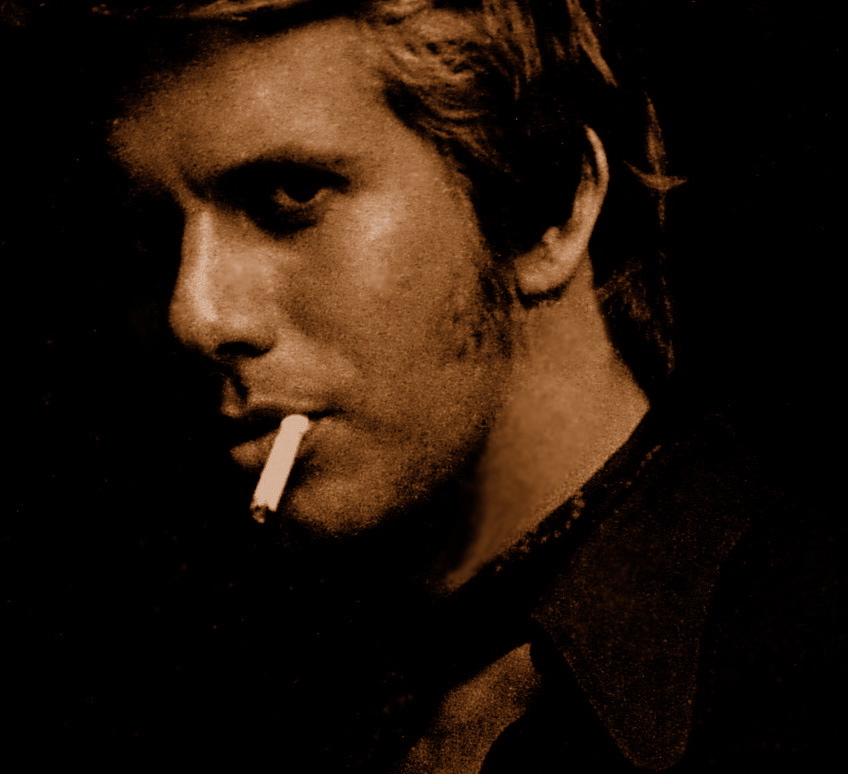
Pino Presti in den 1970er Jahren

Pino Presti (eigentlich: Giuseppe Prestipino Giarritta; * 23. August 1943 in Mailand) ist ein italienischer Orchesterleiter, Arrangeur, Bassist, Komponist, und Musikproduzent.

## Leben und Wirken
Pino Presti begann früh mit der Musik, zuerst als Bassist, dann als Arrangeur, Komponist, Orchesterleiter, Musikproduzent. Unter seiner Zusammenarbeit in verschiedenen Musikgenres wie Jazz, Pop, Funk, Soul finden sich Namen wie: Mina, Gerry Mulligan, Astor Piazzolla, Quincy Jones, Wilson Pickett, Shirley Bassey, Maynard Ferguson, Stéphane Grappelli oder Aldemaro Romero.
Pino Presti, Sohn von Arturo Prestipino Giarritta, der ein anerkannter Violinist war, beginnt seine musikalische Ausbildung im Alter von sechs Jahren, welche er seither weiterverfolgt. Seine Musikerkarriere startet er mit 17 Jahren als Sänger und Bassist in Nachtclubs, ebenso als Instrumentalist in Aufnahmestudios. Als seine Engagements als Musiker zu zeitaufwendig werden, trotz eines Vertrags als Sänger im Durium von Milano, fällt Presti die Entscheidung, sich auf seine Lieblingsmusik zu konzentrieren. Er nahm hunderte von Titel mit u. a.: Mina, Giorgio Gaber, Ornella Vanoni, Gino Paoli, Bruno Lauzi, Fabrizio De André, Sergio Endrigo, Mia Martini, Franco Battiato, Adriano Celentano, Milva, Pino Donaggio, Gigliola Cinquetti, Caterina Caselli, Bobby Solo, Fausto Leali, Michele, Ivan Graziani, Loredana Bertè auf.

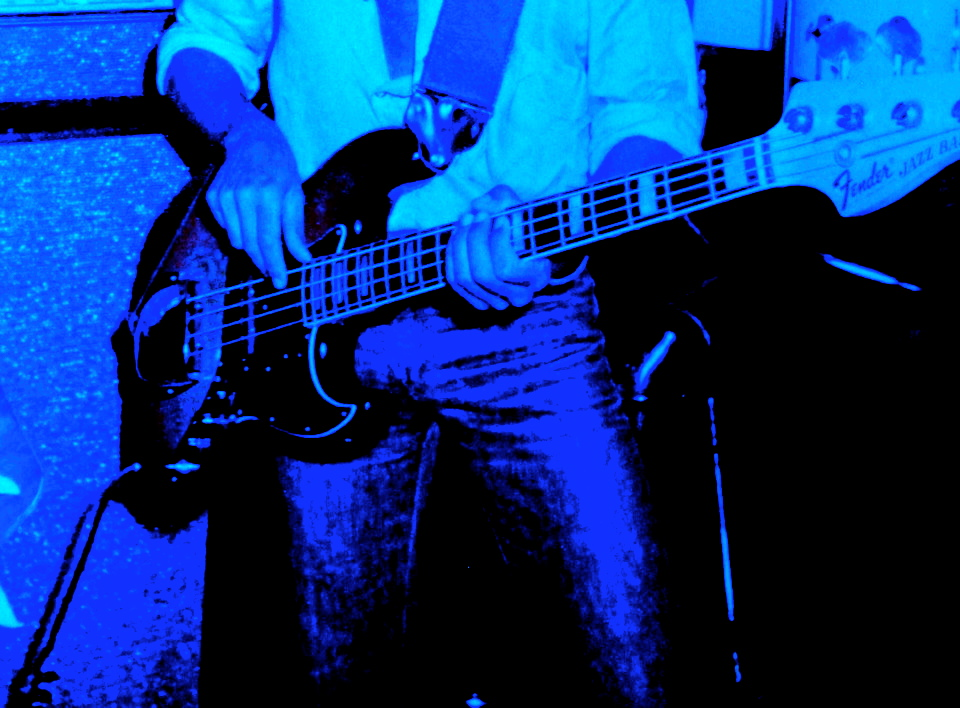
Pino Presti live 1978

Nach seiner langjährigen Karriere als Bassist in Aufnahmestudios, ebenso wie auf Tourneen, machte Presti sich einen Namen als Arrangeur und Orchesterchef (bis hin zu seinen letzten öffentlichen Vorstellungen im Theater Bussoladomani, 1978), ebenso wie für Mina. Zwischen 1971 und 1978, arrangiert und dirigiert er 86 Musiktitel u. a. die Hits, wie: Grande grande grande (Never Never Never), E poi… (Und dann…/Liebe am Sonntag), L’importante è finire (Take me), Città vuota (Version von 1978), Lamento d’amore, Domenica sera, und weitere Songs in vielen Alben.
Für die Sängerin hat er vier Titel selbst komponiert: Tentiamo ancora im Album Frutta e verdura, L’amore è un’altra cosa, für Mina®, Amante amore für Mina con Bignè, Bignè für Ridi Pagliaccio.
Zwischen den 1970er und 1980er Jahren arbeitet er mit z. B. Wilson Pickett, Shirley Bassey, Quincy Jones, Gerry Mulligan, Astor Piazzolla, Maynard Ferguson, Shirley Bunnie Foy, Stéphane Grappelli, Severino Gazzelloni, Franco Cerri, Enrico Intra, Bruno De Filippi, Gianni Bedori, Tullio De Piscopo, Aldemaro Romero, Eartha Kitt, Brian Auger, Caterina Valente, Bill Conti, George Aghedo und Maurice Vander zusammen.
Für die Aufnahme von Libertango, zusammen mit Astor Piazzolla und Summit von Gerry Mulligan und Astor Piazzolla, erscheint er unter seinem bürgerlichen Namen Giuseppe Prestipino, ebenso wie in den Alben La Onda Màxima und Onda Nueva Instrumental von dem Pianist-Komponist Aldemaro Romero.
Im April 1975, während seiner Europa-Tournee mit Mulligan und Piazzolla, spielt er ebenfalls im Olympia (Paris) und beim World Music Festival in Palma. Die Band-Besetzung ist folgende: Gerry Mulligan (Baritonsaxophon), Astor Piazzolla (Bandoneon), Tom Fay (Klavier), Pino Presti (E-bass), Tullio De Piscopo (Schlagzeug), Waldo de los Rios (orgel), Sergio Farina (Gitarre). Das Vorkonzert gibt Gerry Mulligan; es folgt Astor Piazzolla und das gemeinsame Konzert zur Interpretation einiger Titel dem Album
Summit.

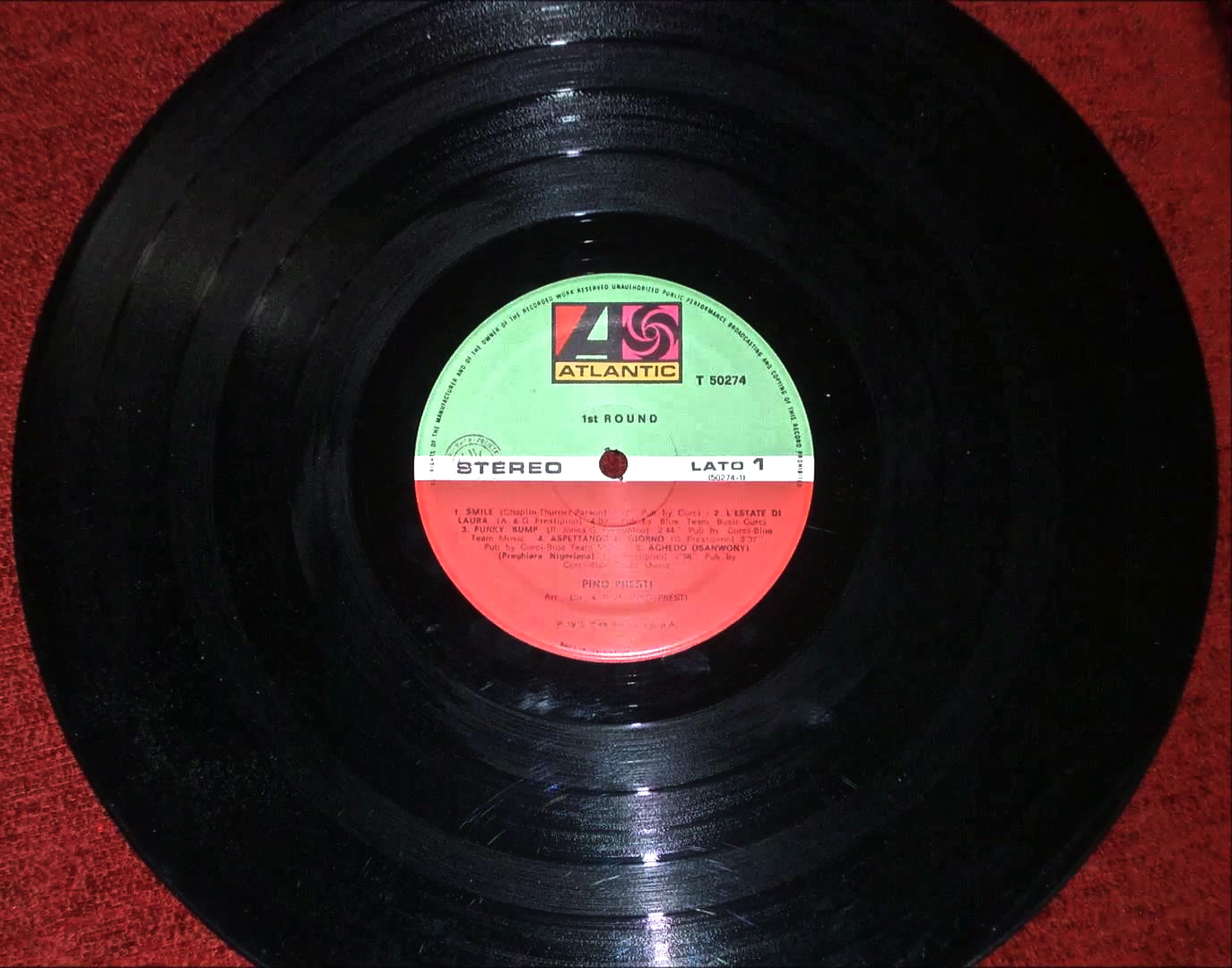
1st Round (label)

1976 realisiert und produziert er für das Label Atlantic Records das erste italienische Album dance-funk 1st Round mit „Ohrwürmern“‚ wie : Smile, Funky Bump, L’estate di Laura und Sunny.
1977 unterzeichnet Pino Presti einen Vertrag mit Rai 2 als Orchester-Direktor und Komponist von Original-Soundtracks der Fernseh-Show ‚Auditorio A‘, unter der Leitung von Stefano De Stefani. Dies bietet ihm die Gelegenheit ein großes Orchester mit 56 Musikern und folgenden Interpreten zu dirigieren: Gino Paoli, Sergio Endrigo, Milva, Pino Daniele, Maynard Ferguson, Angelo Branduardi, Rino Gaetano, Fausto Leali, Banco del Mutuo Soccorso und Giorgio Baiocco. Es folgen ‚C’era due volte’ (1980), geleitet von Enzo Trapani und ‚Il Cappello sulle Ventitré’ (1983) geleitet von Fernanda Turvani.
Von 1980 bis heute, abgesehen von den Kompositionen zu Fernsehproduktionen von Fernsehserien realisiert und produziert er Alben unter diversen Pseudonymen für Labels, wie: Polydor, Polygram, Baby Records, Barclay, Edizioni Curci, Durium, Ricordi, Joker, Saar; ebenso wie für die unabhängigen Labels: Emergency, Soul Xpression, Level One, Self.

### 2000s
Pino Presti lebt seit 2004 in Frankreich. Er realisiert und produziert 2009 das Album A la Costa Sud – La Musique de La Côte d’Azur (Herausgeber : Curci), mit 28 Sängern und Musikern aus unterschiedlichen Ländern und Kontinenten, welche häufig an der Côte d’Azur auftreten.
2011 kreiert und komponiert er exklusiv für die ‚Grand Héritage Hôtel Group’ (und alle ihr zugehörigen Medien) den fünf-stündigen Original Soundtrack, welcher unterschiedliche Musikstile integriert: von Klassik zu Jazz, über und Weltmusik bis hin zu Ambient Music.
2013 Presti realisiert und produziert das Album Shirley Bunnie Foy (60th Anniversary).
2016 komponiert und produziert er den Original Soundtrack für die Werbekampagne des italienischen Unternehmens Scavolini.
Im Mai 2023 wurde das Vinylalbum Pino Presti & Garden Planet - Sharade auch in digitaler Form auf den wichtigsten Download-Plattformen veröffentlicht.
Am 6. Februar 2025 wurde die Kollektion mit dem Titel Soulful Touches, realisiert und produziert von Pino Presti.
Am 25. März 2025, zeitgleich mit dem Geburtstag von Mina, wurde das Projekt Mina Arranger Pino Presti – Finali Strumentali auf den wichtigsten digitalen Plattformen veröffentlicht.

## Kampfkunst
Von 1967 bis 1985 besuchte Presti Kurse von Hiroshi Shirai, Taiji Kase, Hidetaka Nishiyama, Keinosuke Enoeda, Takeshi Naito und Hideo Ochi in Karate und Goshin-do. 1987 erwarb er den 5. Dan.

## Diskografie (Auswahl)

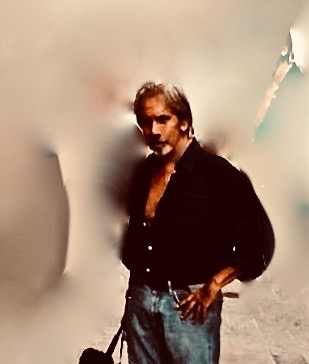
Pino Presti 2021

### Eigene Aufnahmen (Alben)
- 1976: 1st Round (Atlantic Records)
- 1990: Maja Andina (Saar)
- 2009: A La Costa Sud (Edizioni Curci)
- 2011: Café Ipanema 2011 (Rambling Records)
- 2013: Shirley Bunnie Foy (60th Anniversary) (MAP Golden Jazz)
- 2014: Deep Colors (MAP / Paper Moon)
- 2023: Pino Presti & Garden Planet - Sharade (Private Recordings / Best Record Italy)
- 2024: 1st Round - Digital Remastered 2024 (Planet Records)
- 2025: Soulful Touches (Planet Distribution)

### Singles
- 1964: Rimani ancora/Oh! Jenny (Durium)
- 1969: In un posto fuori dal mondo/Messaggio d’amore (Belldisc)
- 1970: Karin/No sabe (Dischi Ricordi)
- 1975: Smile/L’estate di Laura (Atlantic Records)
- 1976: Funky Bump/Corso Buenos Aires (Atlantic Records)
- 1977: Shitân Disco Shitân (Barclay)
- 1979: You Know The Way part I/You Know The Way part II (Baby Records)
- 1980: You Know The Way Vinyl 12" 33 ⅓ RPM (Emergency Records)
- 1980: Money (That What I Want) Vinyl 12" 33 ⅓ RPM (Baby Records)
- 1983: Dancing Nights/And I Love Her (Polydor)
- 1991: Ya No Puedo Vivir (The Bush Remixes) Vinyl 12" 33 ⅓ RPM (Blow Up Disco)
- 1992: Once Again Now Vinyl 12" 33 ⅓ RPM (Soul Xpression)
- 2005: Feel Like a Woman (Self)
- 2015: Jazz Carnival (Map)
- 2015: Funky Bump (Unreleased Original Extended Version)/Funky Bump (Original 7" Version) – (Best Record Italy)
- 2015: Disco Shitân (Long Version) – (Best Record Italy)
- 2016: You Know The Way (Disco Version by Tee Scott) – (Best Record Italy)
- 2017: To Africa / Soul Makossa (EP – Best Record Italy)
- 2018: Pino Presti Featuring Roxy Robinson: You Know Why – (Best Record Italy)
- 2018: Lookin’For (Digitale version – Edizioni Curci)
- 2020: Stefano Ritteri Featuring Pino Presti: Come Back To Me – EP (Spaziale Recordings)
- 2025: Mina Arranger Pino Presti: Finali Strumentali – EP (Planet Distribution)

### Mit anderen Interpreten (Alben)

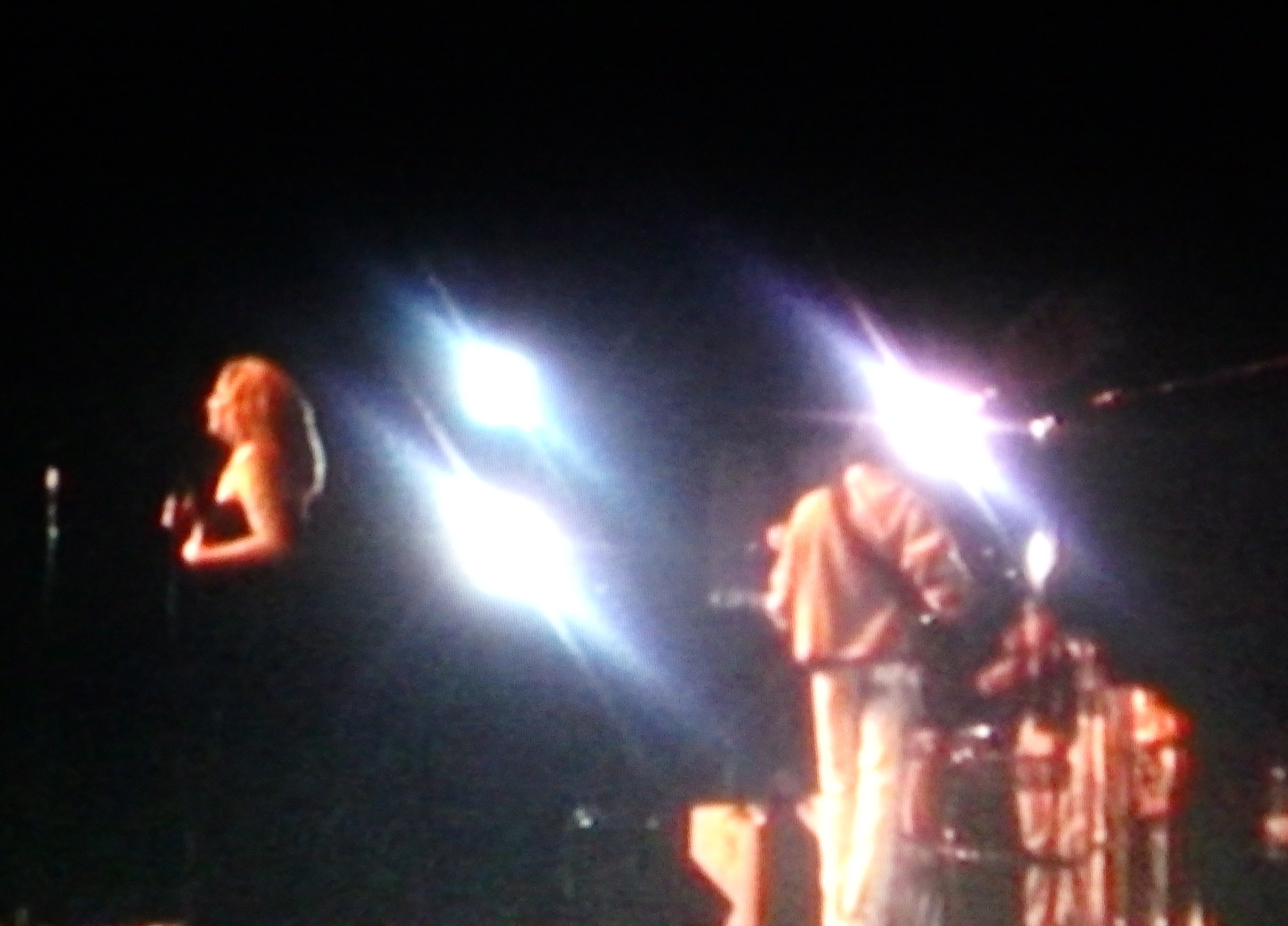
Mina und den Orchestern Pino Presti (1978)

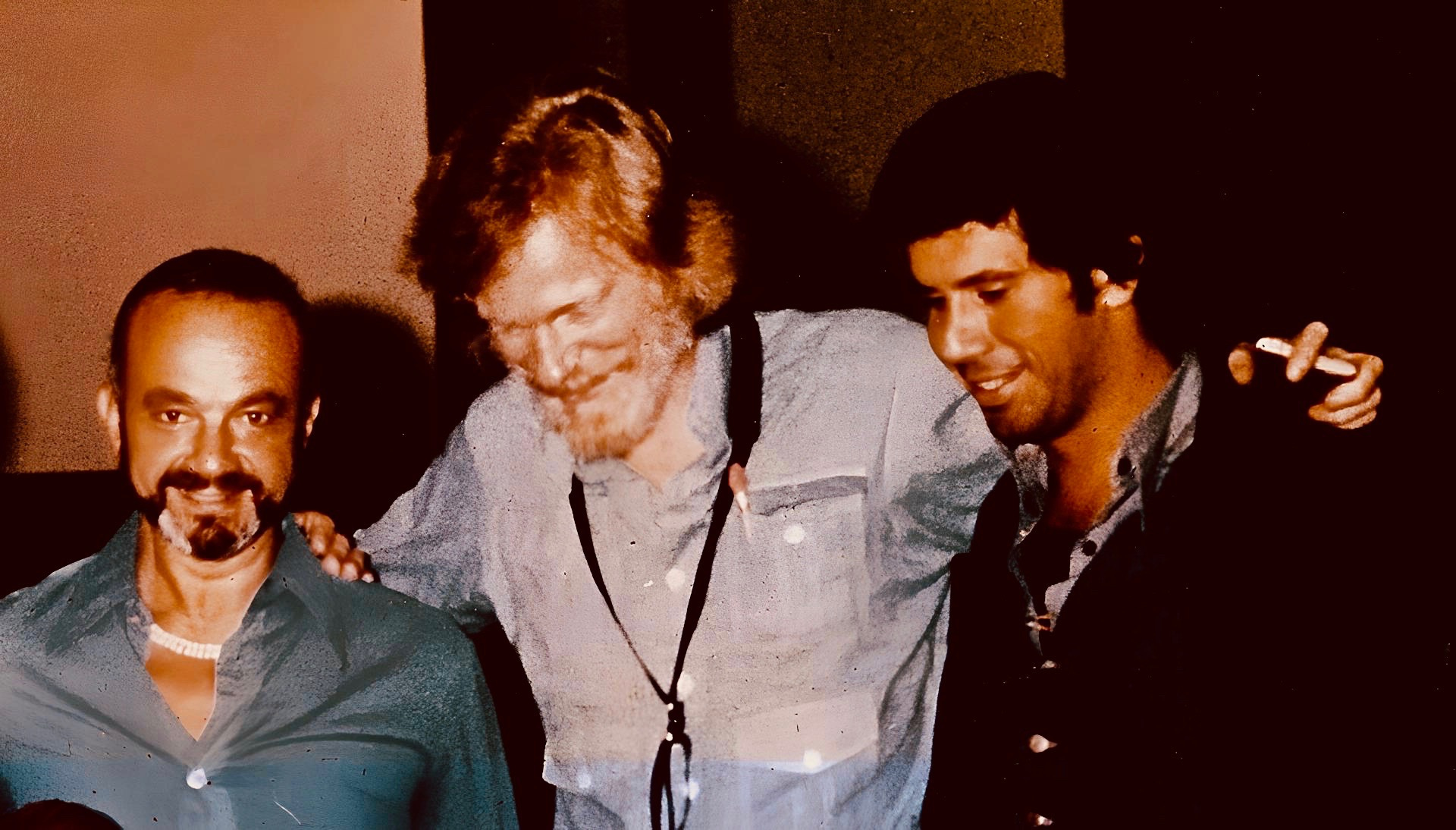
Summit: Pino Presti mit Gerry Mulligan und Astor Piazzolla (1974)

- 1966: 12 Bacchette per una chitarra – Franco Cerri (gta) Bass
- 1967: Dedicato a mio padre – Mina (PDU) Bass
- 1968: This Is My Life (La vita) – Shirley Bassey (United Artists) Bass
- 1968: Mina alla Bussola dal vivo – Mina (PDU) Bass
- 1969: Love and more Love – Puccio Roelens (Vedette Records) Bass
- 1969: L’orchestra di Augusto Martelli dal vivo – Augusto Martelli (PDU) Bass
- 1970: Quando tu mi spiavi in cima a un batticuore – Mina (PDU) Bass
- 1971: Del mio meglio – Mina (PDU) Bass
- 1971: Mina (1971) – Mina (PDU) Bass, Arrangeur, Orchesterleiter
- 1972: Cinquemilaquarantatre – Mina (PDU) Bass, Arrangeur, Orchesterleiter
- 1972: Altro – Mina (PDU) Bass, Arrangeur, Orchesterleiter
- 1972: Black Sound From White People – Augusto Martelli (Fontana) Bass
- 1972: La Onda Máxima – Aldemaro Romero (Discos Antor) Bass
- 1972: Fratelli La Bionda s.r.l. von La Bionda (Dischi Ricordi), Bass
- 1973: Del mio meglio n. 2 – Mina (PDU) Bass, Arrangeur, Orchesterleiter
- 1973: Frutta e verdura – Mina (PDU) Bass, Arrangeur, Orchesterleiter
- 1973: Amanti di valore – Mina (PDU) Bass, Arrangeur, Orchesterleiter
- 1973: Metti una sera Cerri – Franco Cerri (Music) Bass
- 1974: The Real McCoy – Augusto Martelli (Aguamanda) Bass
- 1974: Mina® – Mina (PDU) Bass, Arrangeur, Orchesterleiter
- 1974: Baby Gate – Mina (PDU) Bass, Arrangeur, Orchesterleiter
- 1974: Libertango di Astor Piazzolla (Carosello) Bass
- 1974: Summit – Gerry Mulligan und Astor Piazzolla (Erre t v) Bass
- 1975: Del mio meglio n. 3 – Mina (PDU) Bass, Arrangeur, Orchesterleiter
- 1975: La Mina – Mina (PDU) Bass, Arrangeur, Orchesterleiter
- 1976: Lumière / Suite Troileana – Astor Piazzolla (Carosello) Bass
- 1976: Gerry Mulligan meets Enrico Intra – Gerry Mulligan und Enrico Intra (Produttori Associati) Bass
- 1976: Onda Nueva Instrumental – Aldemaro Romero (Velvet Música) Bass
- 1976: Singolare – Mina (PDU) Bass, Arrangeur, Orchesterleiter
- 1977: Del mio meglio n. 4 – Mina (PDU) Bass, Arrangeur, Orchesterleiter
- 1977: Mina con bignè – Mina (PDU) Bass, Arrangeur, Orchesterleiter
- 1978: Mina Live '78 – Mina (PDU) Bass, Arrangeur, Orchesterleiter
- 1979: In Due – Wess und Dori Ghezzi (Durium) Bass, Arrangeur, Orchesterleiter
- 1979: Del mio meglio n. 5- Mina (PDU) Bass, Arrangeur, Orchesterleiter
- 1981: Del mio meglio n. 6 – Live – Mina (PDU) Bass, Arrangeur, Orchesterleiter
- 1983: Il Flauto d' oro di Severino Gazzelloni in Pop – Severino Gazzelloni (PDU) Bass, Arrangeur, Orchesterleiter
- 1985: Del mio meglio n. 7 – Mina (PDU) Bass, Arrangeur, Orchesterleiter
- 1988: Oggi ti amo di più – Mina (PDU) Bass, Arrangeur, Orchesterleiter
- 1988: Summit – Gerry Mulligan und Astor Piazzolla (Music Hall USA) Bass
- 1994: Mazzini canta Battisti – Mina (PDU) Bass, Arrangeur, Orchesterleiter
- 1997: Minantologia – Mina (EMI) Bass, Arrangeur, Orchesterleiter
- 1998: Mina Studio Collection – Mina (EMI) Bass, Arrangeur, Orchesterleiter
- 1999: Dissonanza-Consonanza – Enrico Intra (Musica Jazz) Bass
- 2000: Mina Love Collection – Mina (PDU) Bass, Arrangeur, Orchesterleiter
- 2004: Platinum Collection – Mina (PDU) Bass, Arrangeur, Orchesterleiter
- 2006: Platinum Collection 2 – Mina (PDU) Bass, Arrangeur, Orchesterleiter
- 2007: The Best of Platinum Collection – Mina (EMI) Bass, Arrangeur, Orchesterleiter
- 2011: Je suis Mina – Mina (EMI) Bass, Arrangeur, Orchesterleiter
- 2011: Yo soy Mina – Mina (EMI) Bass, Arrangeur, Orchesterleiter
- 2011: I am Mina – Mina (EMI) Bass, Arrangeur, Orchesterleiter
- 2013: Circle – Pérez Prado – re-edit (Schema) Bass
- 2013: Shirley Bunnie Foy 60th Anniversary – Shirley Bunnie Foy (MAP Golden Jazz) Musikproduzent, Bass
- 2014: Escandalo – Pérez Prado – re-edit (Schema) bass
- 2014: Love Child – Pérez Prado / Don Alfio – re-edit (Schema) bass
- 2015: The Collection 3.0 – Mina (Warner Music Group) Bass, Arrangeur, Orchesterleiter
- 2017: Tutte le migliori – Mina (Clan/PDU) Bass, Arrangeur, Orchesterleiter
- 2018: Paradiso (Lucio Battisti Songbook) – Mina (PDU) Bass, Arrangeur, Orchesterleiter
- 2024: Mina Live alla Bussola 1968-1978 – Mina (Warner Music) Bass, Arrangeur, Orchesterleiter

### Singles
- 1963 Cara Fatina/Lettera a Pinocchio – Tony Renis / Quincy Jones – Philips Records Bass
- 1968 Che vale per me/Eccomi – Eartha Kitt – RCA Bass
- 1968 La vita/Without A Word – Shirley Bassey – United Artists Bass
- 1968 Domani domani/Pronto sono io – Shirley Bassey – United Artists Bass
- 1968 Yes/To Give – Shirley Bassey – United Artists Bass
- 1968 E' giorno/If You Go Away – Shirley Bassey – United Artists Bass
- 1968 Chi si vuole bene come noi/Epirops – Shirley Bassey – United Artists Bass
- 1968 Com'è piccolo il mondo/Manchi solo tu – Shirley Bassey – United Artists Bass
- 1969 Concerto d’autunno/You Are My Way Of Life – Shirley Bassey – United Artists Bass
- 1970 Ora che sei qui/Something – Shirley Bassey – United Artists Bass
- 1970 Na Na Hey Hey Kiss Him Goodbye – Patrick Samson – Carosello Records Bass
- 1971 Grande grande grande – Mina – PDU Bass, Arrangeur, Orchesterleiter
- 1973 Domenica sera – Mina – PDU Bass, Arrangeur, Orchesterleiter
- 1973 Lamento d’amore – Mina – PDU Bass, Arrangeur, Orchesterleiter
- 1973 E poi – Artist: Mina – PDU Bass, Arrangeur, Orchesterleiter
- 1973 Non preoccuparti/Adesso ricomincerei – Lara Saint Paul / Quincy Jones – Polydor Bass
- 1974 La scala buia – Mina – PDU Bass, Arrangeur, Orchesterleiter
- 1975 L’importante è finire – Mina – PDU Bass, Arrangeur, Orchesterleiter
- 1976 Nuda – Mina – PDU Bass, Arrangeur, Orchesterleiter
- 1978 Città Vuota (It’s a Lonely Town) – Mina – PDU Bass, Arrangeur, Orchesterleiter
- 1978 Dentro – Beba Loncar – CBS Records Bass, Arrangeur, Orchesterleiter
- 1979 Momento – Wess & Dori Ghezzi – Durium Bass, Arrangeur, Orchesterleiter
- 1979 Pazzo non amore mio/L’Unica – Filipponio – Cetra Records Bass, Arrangeur, Orchesterleiter
- 1981 Quale appuntamento – Eleonora Giorgi – Dischi Ricordi Bass, Arrangeur, Orchesterleiter
- 1983 „Cara Fatina“ (Re-edit) – Tony Renis / Quincy Jones – His Master’s Voice und CDI (1983) Bass

### Television Musikshows
- 1964 Questo & Quello (Rai Uno) Bassist, Sänger
- 1965/1966 Le Nostre Serate (Rai Due) Bassist, Sänger
- 1969 Sanremo-Festival (Rai Uno) – Bassist mit Wilson Pickett
- 1977 Auditorio A – (Rai Due) Arrangeur, Komponist, Orchesterleiter (Guest Maynard Ferguson)
- 1980 C’era due volte – (Rai Due) Arrangeur, Komponist, Orchesterleiter (Guest Peter Tosh)
- 1983 Il Cappello sulle Ventitré (Rai Due) – Arrangeur, Komponist, Orchesterleiter (Guest Gino Paoli)

## Musikvideo
Im Dezember 2023 wird auf YouTube das Musikvideo Pino Presti - Incontri di valore (Länge 1:30) veröffentlicht, das neben einigen von Presti selbst gespielten Kompositionen auch einige seiner Kollaborationen enthält, die er im Laufe der Jahre mit namhaften Künstlern wie Mina, Astor Piazzolla, Gerry Mulligan Shirley Bassey, Franco Cerri, Aldemaro Romero, Enrico Intra, Augusto Martelli, Roxy Robinson + der Bonus Track Nessuno mi può giudicare gesungen von Caterina Caselli. Das Video, obwohl nicht zu kommerziellen Zwecken gemacht, erregte das Interesse der Online-Musik-Tageszeitung Rockol, die es mit einem Artikel in ihre Nachrichten der Woche aufnahm.

## Literatur

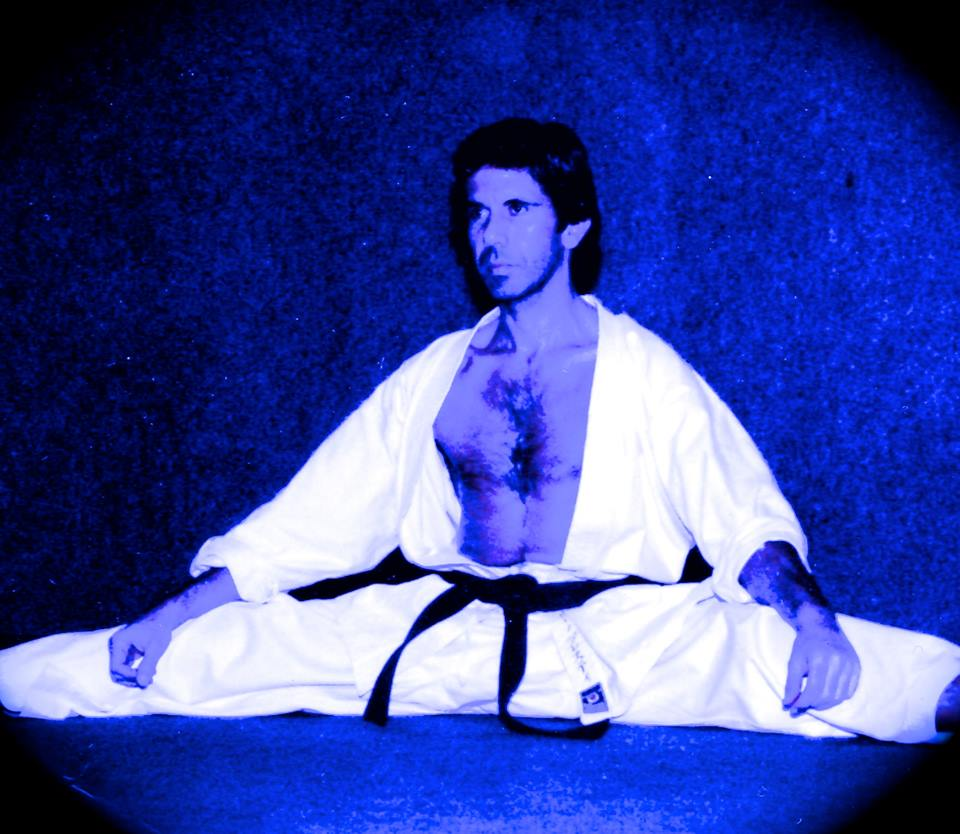
Presti 1992 beim Karate-Seminar in Schwäbisch Gmünd. Pnoto: Karin Hemp.